# Mother Earth Tour
Mother Earth Tour es el primer DVD en directo de la banda de rock sinfónico Within Temptation lanzado a la venta en el 2002. Abarca tres presentaciones de la banda en festivales de rock como Rock Werchter, Pukkelpop y Lowlands 2002, combinadas entre sí.

## DVD 1:Concierto en vivo

### Concierto
1. Deceiver of Fools (Lowlands)
2. Caged (Lowlands)
3. Mother Earth (Pukkelpop)
4. Enter (Pukkelpop)
5. Our Farewell que cuenta con la participación de Ghea Gijsbergen (Lowlands)
6. The Dance (Lowlands)
7. The Promise (Rock Werchter)
8. Dark Wings (Rock Werchter)
9. Restless (Lowlands)
10. Deep Within interpretada por George Oosthoek del grupo Orphanage (Lowlands)
11. Never Ending Story(Lowlands)
12. Ice Queen (Rock Werchter, Pukkelpop y Lowlands)

### Videos musicales
- The Dance
- Ice Queen
- Mother Earth

## DVD 2:Características especiales

### Backstage
Un resumen del detrás de cámaras durante el Mother Earth Tour, reportajes grabados en el Festival de Pinkpop, México, broerenkerk, Tívoli, De melkweg Ámsterdam, Ozzfest, Rock Werchter, Gelredome, Pukkelpop y Lowlands 2002.

### The making of
- Mother Earth álbum y la portada
- Mother earth video musical
- Créditos

### Impresiones y entrevistas
- Tv West Westpop Interview
- Isabelle & Stenders Vroeg 3FM
- 2 Mxl "Ice Queen" (Acústico)
- TMF Awards
- Rock Werchter Veronica Special
- Face Culture Interview
- Interview At Lowlands
- Galería de fotos

### Extras
- Broerenkerk Zwolle
- Ice Qeen (versión multi-ángulo)

## Cd
Este DVD doble además incluyó un CD en vivo con un Bonus track llamado Gothic christmas, y un folleto a color de 16 páginas.